# 十年式擲彈筒
十年式擲彈筒（じゅうねんしきてきだんとう）是日軍在第二次世界大戰中使用的滑膛槍口裝彈榴彈發射器，於1921年開始服役。十年式的射程長達175公尺，比當時其他的擲彈筒都遠。十年式的發射筒基座處有個射程控制裝置，其外觀像是有刻度的指套；旁邊有個可調節大小的排氣口。若要較短的射程，部分的推進氣體會往旁邊排出。十年式曾被美軍稱做「膝蓋迫擊砲」。因为弧形的底板让美军误以为是放大腿上的。如果十年式真以這種方式使用，其後座力將造成重傷。不過，在一些士兵傷到自己後，更多的試驗不再被鼓勵。
當代的美國情報部門認為此武器主要用以發射照明彈，而較重的八九式則是用來發射爆裂彈藥。

## 使用彈藥

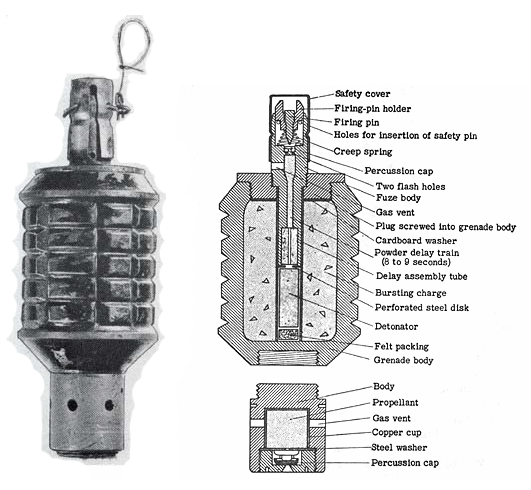
九一式手榴彈

- 九一式手榴彈
- 十一式煙霧彈
- 十式照明彈
- 十式信號彈
- 九一式煙火彈
- 十式空包彈

## 另外參見
- 榴彈發射器